# НФЛ в сезоне 2011
Сезон НФЛ 2011 года был 92-м сезоном в истории Национальной футбольной лиги и 46-м в эпоху Супербоула. Сезон начался в четверг, 8 сентября 2011 года, когда в матче открытие Грин-Бэй Пэкерс победили Нью-Орлеан Сэйнтс со счетом 42:34 на стадионе Лэмбо Филд и закончилось Супербоулом XLVI, который был сыгран 5 февраля 2012 года, на стадионе «Лукас Ойл» в Индианаполисе. Нью-Йорк Джайентс победили Нью-Ингленд Пэтриотс 21:17 .